# Rikke Skov
Rikke Erhardsen Skov (Viborg, 7 de septiembre de 1980) es una exjugadora danesa de balonmano que se jugaba de lateral izquierda y desarrolló toda su carrera profesional en el Viborg HK. Con la Selección femenina de balonmano de Dinamarca se proclamó campeona olímpica en Atenas 2004 y subcampeona de Europa en 2004.

## Trayectoria
Skov debutó con el primer equipo del Viborg HK en 1998, club al que había llegado con catorce años y en el que permaneció hasta su retirada en 2016.
Referente ofensivo y defensivo del conjunto danés, conquistó 3 Ligas de Campeones (2006, 2009 y 2010), 2 Copas EHF (1999 y 2004), 10 Ligas y 4 Copas de Dinamarca.

### Clubes
Debutante en el Overlund GF a nivel formativo, su temprana irrupción llamó la atención del Viborg HK, donde se consolidó como una de las mejores laterales de Europa. Con el conjunto verde levantó todos los títulos posibles, ejerciendo de capitana y convirtiéndose en emblema del club.

#### Trayectoria de clubes
- 1998 – 2016:  Viborg HK

### Selección
Debutó con la absoluta danesa el 28 de julio de 2000 y acumuló 152 internacionalidades y 384 goles. Fue pieza clave en el oro olímpico de Atenas 2004 y en la plata del Europeo del mismo año. En 2007 asumió la capitanía del equipo, cargo que mantuvo hasta su primera retirada internacional en 2011.

## Premios y títulos

### Con la selección
- 1 x Medalla de oro en los Juegos Olímpicos (2004)
- 1 x Medalla de plata en el Campeonato de Europa (2004)

### Con sus clubes
- 3 x Liga de Campeones de la EHF (2006, 2009, 2010)
- 2 x Copa EHF Femenina (1999, 2004)
- 10 x Liga danesa (1999, 2000, 2001, 2002, 2004, 2006, 2008, 2009, 2010, 2014)
- 4 x Copa de Dinamarca (2003, 2006, 2007, 2008)

## Vida personal
Durante su etapa en el Viborg HK mantuvo una relación (al principio en secreto) con su compañera de equipo Lotte Kiærskou, con la que tuvo dos hijas; la relación concluyó en 2011. En marzo de 2017 dio a luz a su primera hija junto a su actual esposo, el exjugador Jakob Sabra.
Skov es diplomada en enfermería desde 2005 y ejerció la profesión paralelamente a su carrera deportiva.